# Hemigyrus minor
Hemigyrus minor är en insektsart som beskrevs av Andrej Vasiljevitj Gorochov och Kang 2003. Hemigyrus minor ingår i släktet Hemigyrus och familjen vårtbitare. Inga underarter finns listade i Catalogue of Life.